# Batalla de Monclova
La Primera batalla de Monclova (1913) fue un enfrentamiento militar en el marco de la Revolución mexicana entre las fuerzas constitucionalistas del Coronel Pablo Gonzales y las fuerzas Federales comandadas por el general Joaquin Mass.
Tras la batalla los Federales consiguieron hacerse con el control del cuartel general de la ciudad de Monclova, y los lugares aledaños además de desbaratar por completo el naciente ejército Constitucionalista el cual se vio obligado a retirarse dejando muchas bajas y equipo de guerra recién adquirido en la batalla de candela días antes, además de verse obligado a comenzar una guerra de guerrillas ante la superioridad del ejército federal.

## Causas
El día 8 de julio de 1913 se da la batalla de candela entre tropas de Pablo Gonzales con 1500 hombres y el coronel Jose Alessio robles con 400 hombres de caballería. coronándose victorioso el ejército carrancista, después de 6 horas de combate. 
El día 9 de julio de 1913 se reciben noticias del avance del ejército del General Mass desde Castaños hasta Monclova Coahuila Por lo que todas las tropas disponibles por parte del ejército constitucionalista se movilizan para defender la ciudad.

## La batalla
El 9 de julio de 1913 en Candela, fueron embarcados en ferrocarril los 500 hombres del batallón de zapadores del comandante Francisco L. Urquizo al recibir noticias del avance del ejército Federal.
Las fuerzas de Emilio Salinas se retiran después de combatir en castaños.
Cuando se sucedía la retirada de la caballería, el batallón de zapadores arribaba al encuentro y desembarca tomando posiciones en línea de tiradores y entrando en combate en desigualdad de números, una parte de la columna de federales se queda combatiendo al batallón y la otra, parte a posicionarse de la loma de la bartola y posteriormente a combatir en la ciudad de monclova.
A las 12 del mediodía arriba la caballería constitucionalista que estaba en candela, conforme van arribando van tomando posiciones de combate pero es demasiado tarde, la artillería federal comienza a hacer estragos en las filas contistucionalistas y el batallón de zapadores se comienza a retirar en forma escalonada sin perder contacto con el enemigo.
Don venustiano Carranza y todo su estado Mayor arriban en medio del combate solo para dar la orden de evacuar la plaza, todos los Médicos y enfermeras se evacuan en tren con toda la impedimenta que les es posible.
Se destruyen los puentes de ferrocarril una vez pasados todos los trenes.

## Consecuencias
Como resultado de la batalla de Monclova, el general Mass se hizo con el control de la ciudad y comenzó las labores de fortificación de esta; de igual forma empezaron los preparativos de un fortín en el cerro de la bartola llamado Fortaleza Mass, con nombre en clave "El arca de Noe" el cual serviría para la defensa en la segunda batalla de Monclova el siguiente año.
Para las tropas carrancistas, esta batalla supuso perder el cuartel general principal desde donde se realizaban los planes de operaciones y se acumulaban recursos y se reclutaban tropas para el ejército, al perder también supuso un duro golpe a la moral de los soldados los cuales pasaban a ser guerrilleros y combatir sin tantos recursos como en las batallas anteriores.